# Coma de les Ordigues
La Coma de les Ordigues és una coma al límit dels termes municipals de Cabó, a l'Alt Urgell, i Conca de Dalt, en terres de l'antic municipi d'Hortoneda de la Conca, al Pallars Jussà.
Està situada a la carena que separa les comarques de l'Alt Urgell i del Pallars Jussà, entre el Tossal de Caners (al sud) i el Tossal Negre (al nord).
El nom prové presumiblement d'una arrel preromà basc *Urt o *Ord que significa terra inestable, una paraula parent amb el déu de les tempestats Orzti, que deixava córrer la seva ràbia en forma de pluges torrencials, causa freqüent d'esllavissades.